# Hugo Possolo
Hugo Possolo de Soveral Neto (Vitória, 3 de agosto de 1962), é ator, palhaço, dramaturgo, cenógrafo, figurinista, aderecista, produtor cultural e diretor de teatro brasileiro. É um dos fundadores do grupo teatral Parlapatões, que utiliza técnicas circenses e de teatro de rua.

## Biografia
Cursou jornalismo e comunicação social na Faculdade Cásper Líbero (1981), história na Universidade de São Paulo (1982) e ingressou seus estudos teatrais e circenses na Circo-Escola Picadeiro. Sua estréia no teatro acontece em 1984, na peça Quando Tenho Razão Não É Culpa Minha, dirigido por Arthur Leopoldo e Silva.
Em São Paulo, no ano de 1991, junto à Alexandre Roit – e, mais tarde à Raul Barretto – funda o grupo Parlapatões, posteriormente, em 2006, inaugura seu teatro o Espaço Parlapatões sediado na Praça Franklin Roosevelt, integrando parte do movimento de revitalização do centro histórico de São Paulo, sendo reconhecido e homenageado pelo trabalho cultural, juntamente à Ivam Cabral e Rodolfo García Vázquez, fundadores do grupo teatral Os Satyros, com o Prêmio Cidadão SP da instituição Catraca Livre, em 2017.

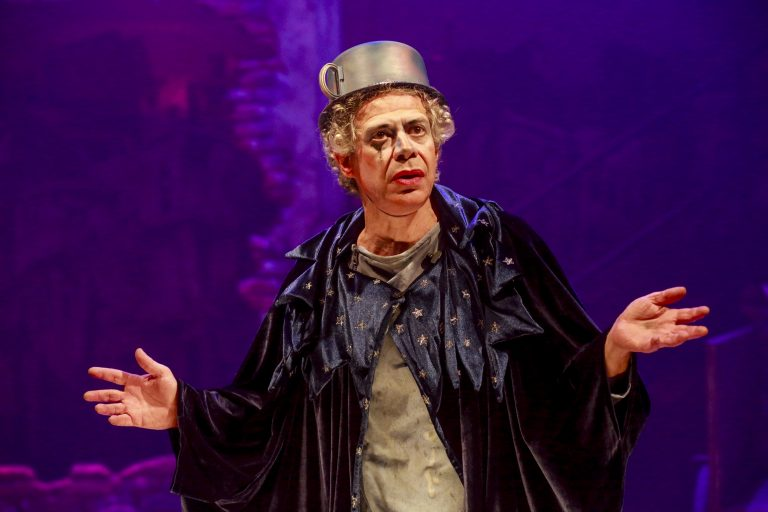
Decameron (2024)

Possolo integrou a presidência da Associação dos Amigos do Centro de Memória do Circo (AACMC), por dois mandatos, entre 2016 até 2020, organização que tem por missão dar apoio ao Centro de Memória do Circo (CMC) e fomentar discussões sobre o fazer circense.
Em 2009, se junta à grandes nomes dos principais grupos de teatro da cidade de São Paulo, nascendo assim a Associação dos Artistas Amigos da Praça (ADAAP), uma Organização Social de Cultura, sem fins lucrativos, totalmente voltada para promover cultura, arte e educação, tendo em vista o objetivo de ser referência na formação de profissionais de teatro, nacional e internacionalmente, valorizando a arte e a educação como agentes da transformação social, com potencial ético, estético, criativo e inclusivo. Desde 2010 a ADAAP é gestora da SP Escola de Teatro, um dos mais importantes centros de formação das artes do palco na América Latina, onde Hugo Possolo é coordenador do curso de atuação.

## Carreira

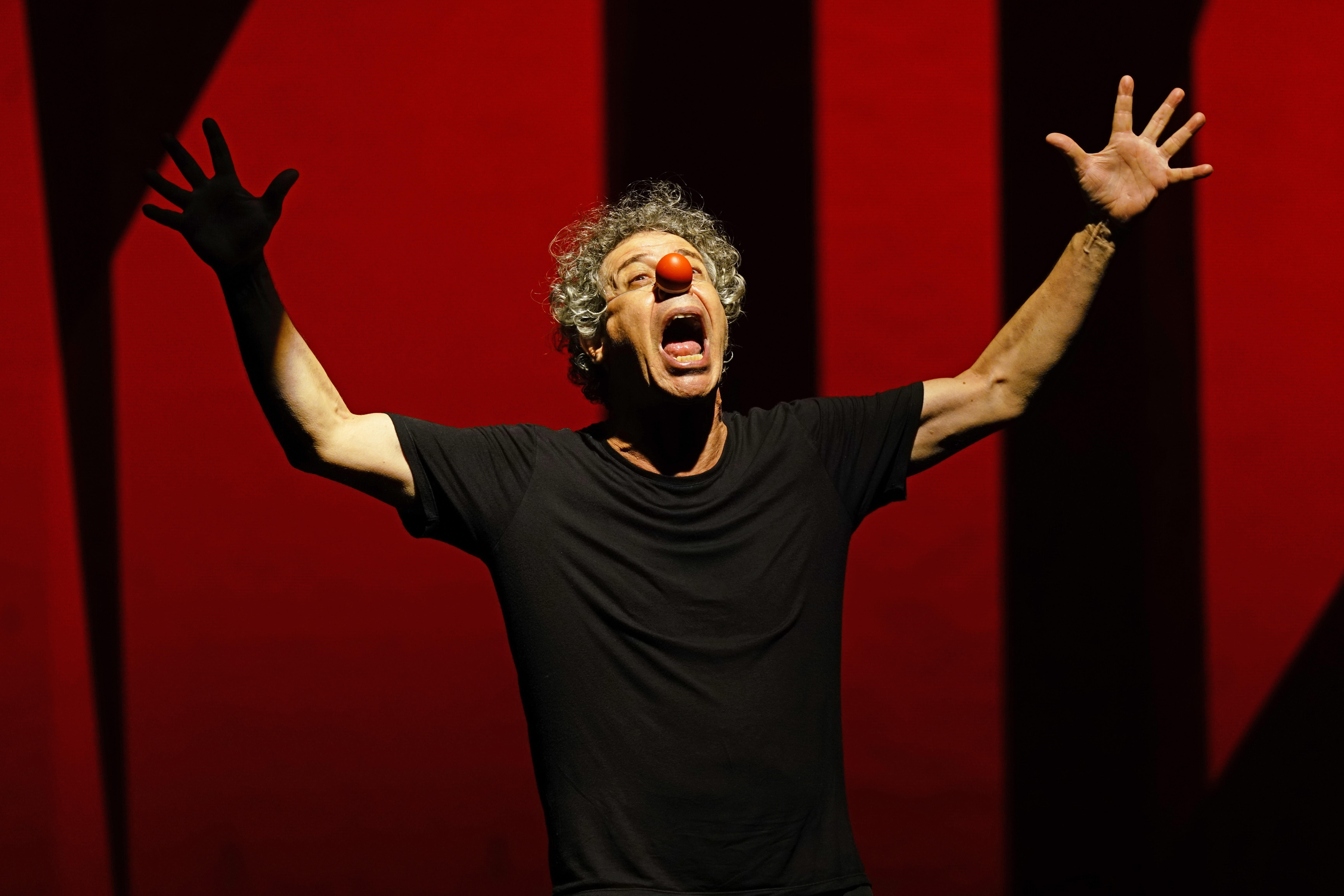
Prego na Testa (2024)

Desde sua estréia em Quando Tenho Razão Não É Culpa Minha (1984), Hugo Possolo promove em seu trabalho artístico e cultural uma busca por linguagens multifacetadas, consolidando um repertório que transita pelas mais diversas áreas criativas, sejam peças teatrais e óperas altamente prestigiadas, passando por livros voltados para o público infanto-juvenil como O Bricabraque (Editora Lazuli, 2004) e a ópera-rock Eu e Meu Guarda-Chuva (Editora Globo, 2002), em parceria com Branco Mello, mais tarde o livro foi adaptado para o cinema pelo diretor Toni Vanzolini (2010). Porém a parceria com Branco Mello, não se encerraria por ai, juntamente à Emerson Villani e ao cartunista Angeli escrevem a canção República dos Bananas, que figurou no álbum Nheengatu, da banda Titãs. E posteriormente, co-escreveu com os Titãs e Marcelo Rubens Paiva a história contada no disco Doze Flores Amarelas.

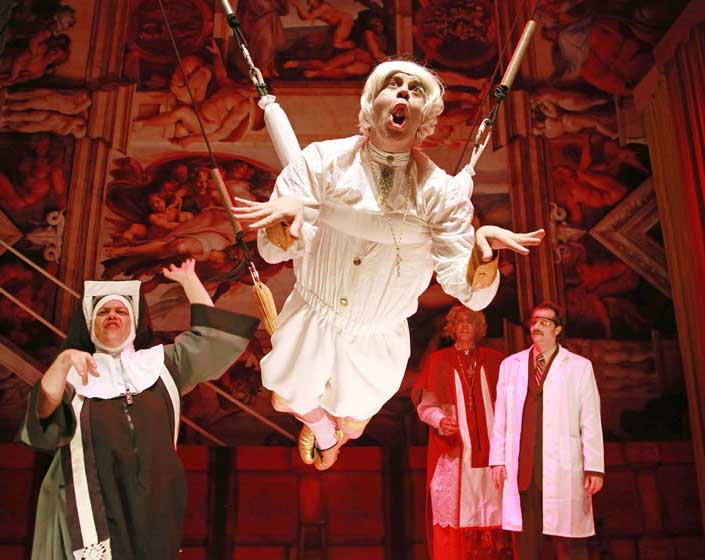
O Papa e a Bruxa (2010)

Desde o início de sua carreira teatral suas montagens e textos têm sido aclamados pela crítica tais como: Sardanapalo, premiado pela Jornada SESC de Teatro (1993); Zéròi, Prêmio Estímulo (1995); Ppp@WllmShkspr.br, Prêmio APETESP (1998); Não Escrevi Isto, Prêmio Estímulo e Prêmio Shell (1998); Vamos Comer o Piolin, Prêmio APCA (1998); Farsa Quixotesca, junto ao grupo teatral Pia Fraus, Prêmio Panamco e Prêmio APCA (1999); Pantagruel, Prêmio Estímulo (2001); e em 2014 é comtemplado por sua vida e obra com o Prêmio Fundação Bunge em Artes Circenses.
Especialista na pesquisa das Artes Circenses, desempenha projetos como curador e organizador de mostras, festivais e concursos dedicados a promover criações e criadores Brasil a fora, como o Festival de Cenas Cômicas, o Festival de Peças de Um Minuto, o Festival Paulista de Circo, o Festival internacional de Circo de São Paulo, o Concurso de Poesia Falada (que em 2024 esteve em sua 6° edição).

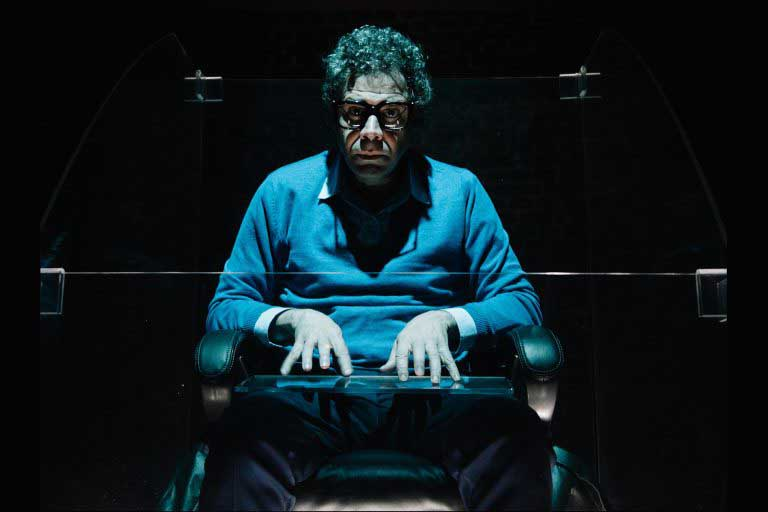
Até Que Deus É Um Ventilador de Teto (2015)

Com a montagem de U Fabuliô, o grupo Parlapatões foi o representante oficial do Brasil, na EXPO 98, em Lisboa; outros de seus espetáculos participaram dos principais festivais nacionais: Festival Internacional de Artes Cênicas; Festival Internacional de Londrina; FIT; Porto Alegre em Cena; Festival de Teatro de Curitiba, e fora do país estiveram na Colômbia, Chile, Uruguai, Espanha, Portugal, Itália, Estados Unidos e Escócia.
Em sua consagrada dramaturgia destacam-se os já citados textos premiados, e outros como: Nóis Otário[S] (2012); Eu Cão Eu (2012) e Até que Deus é um Ventilador de Teto (2015); A Cabeça de Yorick (2018), que viraram livros publicados pela Editora Giostri. Boa parte de seu trabalho como encenador está ligado aos Parlapatões, dirigindo e/ou atuando como em: Nada de Novo (1991); As Nuvens e/ou Um Deus Chamado Dinheiro (2002); Prego na Testa (2005); O Pior de São Paulo (2007); Parapapá! (2010); Ridículos, Ainda e Sempre (2011); O Rei da Vela (2018); Decameron (2024), montagens as quais seguem em cartaz até o presente.

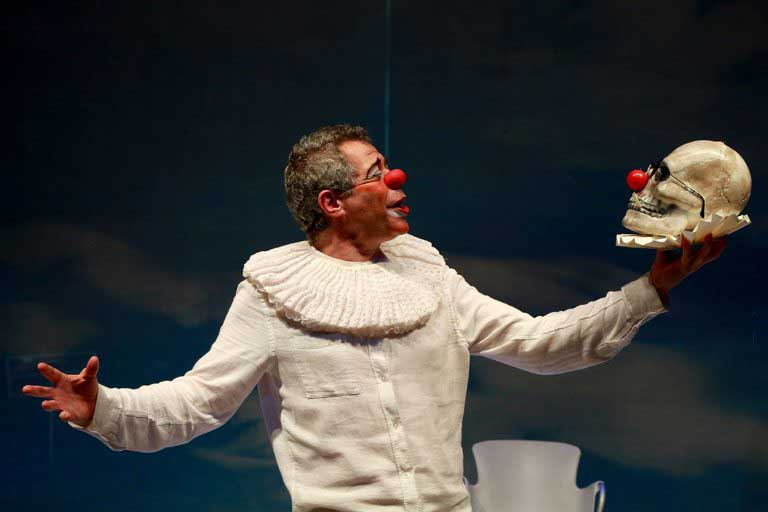
A Cabeça de Yorick (2018)

Em seu trabalho operístico, teve destaque na direção de A Flauta Mágica, de Wolfgang Amadeus Mozart em 1996; Gianni Schicchi, de Giacomo Puccini em 1998 e Campanello Di Notte, de Gaetano Donizetti em 2005, todas sob regência do maestro Abel Rocha. Dirigiu ainda, Infedeltà Delusa de Joseph Haydn em 2004, com regência do maestro Roberto Minczuc, e, no ano de 2007, no Theatro Municipal de São Paulo, dirigiu A Italiana em Argel sob a regência do maestro Jamil Maluf, com quem viria à trabalhar novamente na Noite de Gala do Circo: São Paulo, Meu Amor!, espetáculo marcante que reuniu 200 artistas para a celebração do Dia Internacional do Palhaço.

"O riso tem uma capacidade destruidora que muitas vezes assusta, pois quebra ícones, revela preconceitos e, por isso, é considerado um desafio ao ator"

Hugo Possolo em entrevista à Rede Globo.

Possolo possuí forte atuação no audiovisual, na televisão, integrou o elenco da série SOS Emergência (TV Globo, 2010), dirigiu o programa Tudo pela Audiência (Multishow, 2014) estrelando Tatá Werneck e Fábio Porchat; participou como preparador de elenco nas séries: Vade Retro (TV Globo, 2016), Cine Holliúdy (TV Globo, 2017), Rensga Hits (Globoplay, 2021); no cinema, destacam-se suas participações nos filmes Minha Mãe É uma Peça 2 (2016), Lascados (2014) e A Comédia Divina (2017). 
Na gestão pública, atuou como Coordenador Nacional de Circo da Funarte no Ministério da Cultura (2004 e 2005), foi um dos integrantes do Plano Nacional de Cultura da Funarte (P.N.A. 2015 e 2016), foi o Diretor Artístico do Theatro Municipal de São Paulo (2019 e 2020) e Secretário Municipal de Cultura de São Paulo (2020). Dirigiu, ainda, a Orquestra Sinfônica Municipal (São Paulo), o Coro Lírico, o Coral Paulistano e o Balé da Cidade de São Paulo.

## Produção Bibliográfica
| Ano  | Título                                             | Gênero                 | Editora                | Como                                | Natureza |
| ---- | -------------------------------------------------- | ---------------------- | ---------------------- | ----------------------------------- | -------- |
| 2024 | A[L]BERTO #9                                       | Volume 9               | Selo Lucias            | Membro do Conselho Editorial        | Revista  |
| 2023 | Parlapatões: No Ato                                | História do Teatro     | Edições Sesc           | Coautor                             | Livro    |
| 2021 | Yérus Halem                                        | Dramaturgia Brasileira | Giostri Cultural       | Autor                               | Livro    |
| 2018 | A Cabeça de Yorick                                 | Dramaturgia Brasileira | Giostri Cultural       | Autor                               | Livro    |
| 2015 | Até que Deus é um Ventilador de Teto               | Dramaturgia Brasileira | Giostri Cultural       | Autor                               | Livro    |
| 2015 | A[L]BERTO #8                                       | Volume 8               | SP Escola de Teatro    | Membro do Conselho Editorial        | Revista  |
| 2014 | A[L]BERTO #7                                       | Volume 7               | SP Escola de Teatro    | Membro do Conselho Editorial        | Revista  |
| 2012 | Nóis Otário[S]                                     | Dramaturgia Brasileira | Giostri Cultural       | Autor                               | Livro    |
| 2012 | Eu Cão Eu                                          | Dramaturgia Brasileira | Giostri Cultural       | Autor                               | Livro    |
| 2012 | Excêntricos                                        | Poesia                 | Giostri Cultural       | Autor                               | Livro    |
| 2010 | Eu e Meu Guarda-Chuva                              | Ópera-Rock Infantil    | Globo Livros           | Coautor                             | Livro    |
| 2002 | Riso em Cena - Dez Anos de Estrada dos Parlapatões | História do teatro     | Edições Sesc e Estampa | Membro do Grupo Teatral Parlapatões | Livro    |

## Teatro[45][46]
| Ano  | Trabalho                                               | Texto                                              | Como                                                        | Local                                           | Realização                                                           |
| ---- | ------------------------------------------------------ | -------------------------------------------------- | ----------------------------------------------------------- | ----------------------------------------------- | -------------------------------------------------------------------- |
| 2024 | Decameron                                              | Giovanni Boccacio                                  | Diretor, Ator e Dramaturgia                                 | Espaço Parlapatões                              | Parlapatões e Nada de Novo Produções Artísticas                      |
| 2020 | Noite de Gala do Circo: São Paulo, Meu Amor!           | Coletivo                                           | Diretor e Roteiro                                           | Theatro Municipal de São Paulo                  | Secretária Municipal de Cultura de São Paulo                         |
| 2019 | Novos Modernistas                                      | Coletivo                                           | Diretor                                                     | Theatro Municipal de São Paulo e outros espaços | Secretária Municipal de Cultura de São Paulo                         |
| 2018 | A Cabeça de Yorick                                     | Hugo possolo                                       | Diretor e Ator                                              | Espaço Parlapatões                              | Nada de Novo Produções Artísticas                                    |
| 2018 | O Rei da Vela                                          | Oswald de Andrade                                  | Diretor, Ator e Adaptação                                   | Sesc Santana                                    | Prefeitura Municipal de São Paulo                                    |
| 2017 | Festival de Peças de Um Minuto em Montevidéu, Uruguai  | Coletivo                                           | Ator e Direção                                              | Auditorio Nacional del Sodre                    | Parlapatões                                                          |
| 2017 | Palco Giratório Sesc                                   | Coletivo                                           | Ator e Coordenador                                          | Sesc                                            | Parlapatões                                                          |
| 2015 | Até que Deus é um Ventilador de Teto                   | Hugo Possolo                                       | Ator e Dramaturgia                                          | Sesc Pompeia                                    | Parlapatões                                                          |
| 2015 | Os Mequetrefe                                          | Hugo Possolo                                       | Ator, Cenografia, Figurino e Dramaturgia                    | Espaço Parlapatões                              | Parlapatões e Agentemesmo Produções Artísticas                       |
| 2015 | Sala de Espelhos                                       | Hugo Possolo                                       | Diretor, Cenografia, Iluminação e Dramaturgia               | Teatro Alfredo Mesquita                         | Parlapatões, Trupe DNA e Cooperativa Brasileira de Circo             |
| 2014 | A Besta                                                | David Hirson                                       | Ator                                                        | Teatro Brasil Kirin                             | Ministério da Cultura                                                |
| 2013 | A Missa do Galho                                       | Hugo Possolo                                       | Diretor, Ator e Roteiro                                     | Espaço Parlapatões                              | Parlapatões                                                          |
| 2013 | Eu Cão Eu                                              | Hugo Possolo                                       | Ator                                                        | Espaço Parlapatões                              | Parlapatões e Os Satyros                                             |
| 2013 | O Burguês Fidalgo                                      | Molière                                            | Diretor e Ator                                              | Espaço Parlapatões                              | Parlapatões                                                          |
| 2013 | Parlapatões Revistam Angeli                            | Hugo Possolo e Angeli                              | Diretor, Ator e Dramaturgia                                 | Festival de Teatro de Curitiba                  | Parlapatões, Festival de Teatro de Curitiba e Itaú Cultural          |
| 2013 | Festival de Peças de Um Minuto em Lisboa, Portugal     | Coletivo                                           | Ator e Direção                                              | Chapitô                                         | Parlapatões                                                          |
| 2012 | Nóis Otário[S]                                         | Hugo Possolo                                       | Diretor, Cenografia, Figurino, Sonoplastia e Dramaturgia    | Espaço Parlapatões                              | Parlapatões e Agentemesmo Produções Artísticas                       |
| 2011 | Circo Roda, DNA, Somos Todos Muito Iguais              | Hugo Possolo                                       | Diretor                                                     | Sesc Pinheiros e outros                         | Núcleo Corpo Rastreado                                               |
| 2011 | Ridículos, Ainda e Sempre                              | Daniil Kharms                                      | Diretor, Ator, Cenografia, Figurino, Iluminação e Adaptação | Espaço Parlapatões                              | Parlapatões / Agentemesmo Produções Artísticas                       |
| 2010 | Parapapá! Circo Musical                                | Hugo Possolo                                       | Diretor, Roteiro, Dramaturgia e Figurino                    | Memorial da América Latina                      | Parlapatões, Patifes & Paspalhões, da Cooperativa Paulista de Teatro |
| 2010 | A Meia Hora de Abelardo                                | Hugo Possolo                                       | Dramaturgia, Cenografia e Figurino                          | Mostra de Dramaturgia do SESI                   | Parlapatões, Patifes & Paspalhões, da Cooperativa Paulista de Teatro |
| 2010 | Doce Axioma                                            | Hugo Possolo                                       | Dramaturgia                                                 | Festival Satyrianas                             | Parlapatões, Patifes & Paspalhões, da Cooperativa Paulista de Teatro |
| 2009 | Freudislândia: Onde Tudo Se Explica!                   | Hugo Possolo                                       | Diretor e Dramaturgia                                       | Espaço Parlapatões                              | Parlapatões, Patifes & Paspalhões, da Cooperativa Paulista de Teatro |
| 2009 | Noite Mais Fria do Ano                                 | Marcelo Rubens Paiva                               | Ator                                                        | Sesc Avenida Paulista                           | Parlapatões, Cia. Os Fofos, Cia. Cemitério de Automóveis             |
| 2009 | O Papa e a Bruxa                                       | Dario Fo                                           | Ator, Cenografia, Direção e Adaptação                       | Espaço Parlapatões                              | Parlapatões, Patifes & Paspalhões, da Cooperativa Paulista de Teatro |
| 2009 | São Paulo Fashion Clown                                | Hugo Possolo                                       | Idealizador e Ator                                          | Satyrianas                                      | Parlapatões, Patifes & Paspalhões, da Cooperativa Paulista de Teatro |
| 2008 | A Vaca de Nariz Sutil                                  | Campos de Carvalho                                 | Diretor, Ator, Dramaturgia e Figurino                       | Espaço Parlapatões                              | Parlapatões, Patifes & Paspalhões, da Cooperativa Paulista de Teatro |
| 2008 | Bolinha e Bolão                                        | Hugo Possolo                                       | Diretor, Trilha Sonora, Dramaturgia e Figurino              | Teatro Folha                                    | Parlapatões, Patifes & Paspalhões, da Cooperativa Paulista de Teatro |
| 2008 | Oceano                                                 | Coletivo                                           | Roteiro e Direção                                           | Memorial da América Latina                      | Parlapatões, Patifes & Paspalhões, da Cooperativa Paulista de Teatro |
| 2007 | A Italiana em Argel                                    | Gioachino Rossini                                  | Direção                                                     | Theatro Municipal de São Paulo                  | Secretaria de Cultura do Estado de São Paulo                         |
| 2007 | Clássicos do Circo                                     | Hugo Possolo                                       | Direção, Dramaturgia                                        | Espaço Parlapatões                              | Parlapatões, Patifes & Paspalhões, da Cooperativa Paulista de Teatro |
| 2007 | Fazenda de Papel                                       | Hugo Possolo e Wanderley Piras                     | Dramaturgia                                                 | Sesc São Caetano                                | Parlapatões e Cia. da Tribo                                          |
| 2007 | Eu Odeio Kombi                                         | Hugo Possolo                                       | Dramaturgia                                                 | Casa Vermelha                                   | Parlapatões e Cia. Cênica Farândola Troupe                           |
| 2007 | O Pior de São Paulo                                    | Leo Bassi                                          | Adaptação                                                   | Cidade de São Paulo                             | Parlapatões, Patifes & Paspalhões, da Cooperativa Paulista de Teatro |
| 2006 | Bruxo Pontocom                                         | Mário Viana                                        | Direção                                                     | Teatro da Artes no Shopping Eldorado            | Parlapatões, Patifes & Paspalhões, da Cooperativa Paulista de Teatro |
| 2006 | Ex-filhos                                              | Hugo Possolo, Pedro Guilherme e Marcelo Selingardi | Direção e Dramaturgia                                       | Espaço Parlapatões                              | Parlapatões, Patifes & Paspalhões, da Cooperativa Paulista de Teatro |
| 2006 | Hércules                                               | Hugo Possolo                                       | Ator e Dramaturgia                                          | Festival de Teatro de Curitiba                  | Sesc, Parlapatões e Pia Fraus                                        |
| 2006 | Proibido para Menores                                  | Hugo Possolo                                       | Direção e Dramaturgia                                       | Espaço Parlapatões                              | Parlapatões, Patifes & Paspalhões, da Cooperativa Paulista de Teatro |
| 2006 | Stapafúrdyo                                            | Hugo Possolo                                       | Roteiro e Direção                                           | Memorial da América Latina                      | Parlapatões e Pia Fraus                                              |
| 2005 | Il Campanello di Notte                                 | Gaetano Donizetti                                  | Direção                                                     | Teatro São Pedro                                | Secretaria de Cultura do Estado de São Paulo                         |
| 2005 | Marujo o Caramujo e a Minhoca Tapioca                  | Hugo Possolo                                       | Dramaturgia                                                 | CEUs                                            | Secretaria de Cultura do Estado de São Paulo                         |
| 2005 | Prego na Testa                                         | Eric Bogosian                                      | Ator                                                        | Espaço Parlapatões                              | Parlapatões, Patifes & Paspalhões, da Cooperativa Paulista de Teatro |
| 2004 | Alô, Alô, Terezinha!                                   | Coletivo                                           | Direção                                                     | Teatro Folha                                    | Parlapatões e Circo Grafitti                                         |
| 2004 | Infidelidade Fracassada                                | Joseph Haydn                                       | Direção                                                     | Auditório Cláudio Santoro                       | 35º Festival de Inverno de Campos do Jordão                          |
| 2004 | O Auto dos Palhaços Baixos                             | Hugo Possolo                                       | Ator, Direção, Dramaturgia, Cenografia e Figurino           | Centro Cultura Banco do Brasil                  | Parlapatões, Patifes & Paspalhões, da Cooperativa Paulista de Teatro |
| 2004 | O Bricabraque                                          | Hugo Possolo                                       | Direção e Dramaturgia                                       | Teatro Cultura Inglesa                          | Parlapatões, Patifes & Paspalhões, da Cooperativa Paulista de Teatro |
| 2004 | Os Reis do Riso                                        | Coletivo                                           | Ator, Roteiro e Direção                                     | Teatro Sérgio Cardoso                           | Secretaria de Cultura do Estado de São Paulo                         |
| 2004 | Urbes                                                  | Coletivo                                           | Direção                                                     | Teatro Tuca                                     | Grupo Fractons                                                       |
| 2003 | Bulgóia, Repique & Tropeço                             | Arnaldo Soveral e Hugo Possolo                     | Dramaturgia                                                 | Espaço Parlapatões                              | Parlapatões, Patifes & Paspalhões, da Cooperativa Paulista de Teatro |
| 2003 | Meu Filho, Meu Tesouro                                 | Mário Viana                                        | Direção                                                     | Teatro Sérigio Cardoso                          | Parlapatões, Patifes & Paspalhões, da Cooperativa Paulista de Teatro |
| 2003 | Para onde vai a escuridão quando a gente acende a luz? | Paulo Borges                                       | Direção                                                     | Teatro do Colégio Santa Cruz                    | Parlapatões, Patifes & Paspalhões, da Cooperativa Paulista de Teatro |
| 2002 | As Nuvens e/ou um Deus chamado Dinheiro                | Aristófanes                                        | Adaptação                                                   | Festival de Teatro de Curitiba                  | Secretaria Municipal de Cultura de São Paulo                         |
| 2002 | Eu e meu Guarda-Chuva                                  | Hugo Possolo e Branco Mello                        | Dramaturgia                                                 | Teatro Glória                                   | Parlapatões, Patifes & Paspalhões, da Cooperativa Paulista de Teatro |
| 2002 | Sobre a Arte de Cortar Bifes                           | Hugo Possolo                                       | Dramaturgia                                                 | Teatro Ágora                                    | Parlapatões, Patifes & Paspalhões, da Cooperativa Paulista de Teatro |
| 2001 | Bichos do Brasil                                       | Beto Andretta e Beto Lima                          | Direção                                                     | Teatro do Jockey                                | Parlapatões e Pia Fraus                                              |
| 2001 | Mix Parlapatões                                        | Hugo Possolo e Raul Barretto                       | Ator e Roteiro                                              | Espaço Parlapatões                              | Parlapatões, Patifes & Paspalhões, da Cooperativa Paulista de Teatro |
| 2001 | Pantagruel                                             | François Rabelais, Hugo Possolo e Mário Viana      | Roteiro e Direção                                           | Sesc Anchieta                                   | Parlapatões, Patifes & Paspalhões, da Cooperativa Paulista de Teatro |
| 2001 | Verdades, Canalhas                                     | Mário Viana                                        | Direção                                                     | Teatro Tusp                                     | Parlapatões, Patifes & Paspalhões, da Cooperativa Paulista de Teatro |
| 2000 | Farsa Quixotesca                                       | Miguel de Cervantes e Hugo Possolo                 | Adaptação                                                   | Teatro Popular do SESI                          | Parlapatões e Pia Fraus                                              |
| 2000 | O Caso da Casa                                         | Maria do Carmo Murano e Hugo Possolo               | Dramaturgia                                                 | Memorial da América Latina                      | Projeto Domingo Criança                                              |
| 2000 | Um Chopes, Dois Pastel e uma Porção de Bobagem         | Mário Viana                                        | Direção                                                     | TBC                                             | Parlapatões, Patifes & Paspalhões, da Cooperativa Paulista de Teatro |
| 1999 | Água Fora da Bacia                                     | Avelino Alves                                      | Ator e Direção                                              | TBC                                             | Parlapatões, Patifes & Paspalhões, da Cooperativa Paulista de Teatro |
| 1999 | Caleidoscópio Mágico                                   | Hugo Possolo                                       | Roteiro, Cenografia, Figurinos e Direção                    | TBC                                             | Parlapatões, Patifes & Paspalhões, da Cooperativa Paulista de Teatro |
| 1999 | Mistérios Gulosos                                      | Mário Viana                                        | Ator, Cenografia, Iluminação, Direção e Dramaturgia         | TBC                                             | Parlapatões, Patifes & Paspalhões, da Cooperativa Paulista de Teatro |
| 1999 | Os Mané                                                | Hugo Possolo                                       | Ator, Direção, Iluminação, Cenografia e Dramaturgia         | TBC                                             | Parlapatões, Patifes & Paspalhões, da Cooperativa Paulista de Teatro |
| 1999 | Poemas Fesceninos                                      | Hugo Possolo                                       | Roteiro                                                     | TBC                                             | Parlapatões, Patifes & Paspalhões, da Cooperativa Paulista de Teatro |
| 1998 | De Cá Prá Lá, De Lá Prá Cá                             | Alexandre Roit                                     | Ator, Cenografia e Figurino                                 | Centro Cultural São Paulo                       | Projeto Coca-Cola de Teatro Jovem                                    |
| 1998 | Gianni Schicchi                                        | Giacomo Puccini                                    | Direção                                                     | Sesc Ipiranga                                   | Sesc                                                                 |
| 1998 | Não Escrevi Isso                                       | Hugo Possolo                                       | Ator, Direção e Cenografia                                  | Sesc Pompéia                                    | Parlapatões, Patifes & Paspalhões, da Cooperativa Paulista de Teatro |
| 1998 | Os Coveiros                                            | Bosco Brasil                                       | Direção                                                     | Teatro Ruth Escobar                             | Parlapatões, Patifes & Paspalhões, da Cooperativa Paulista de Teatro |
| 1998 | PPP@WllmShkspr.br                                      | Jess Borgeson, Adam Long e Daniel Singer           | Ator                                                        | Festival de Teatro de Curitiba                  | Parlapatões, Patifes & Paspalhões, da Cooperativa Paulista de Teatro |
| 1997 | Piolim                                                 | Perito Monteiro                                    | Ator e Figurino                                             | Centro Cultural São Paulo                       | Parlapatões, Patifes & Paspalhões, da Cooperativa Paulista de Teatro |
| 1996 | A Flauta Mágica                                        | Wolfgang Amadeus Mozart e Emanuel Schikaneder      | Direçäo                                                     | Sesc                                            | Parlapatões, Patifes & Paspalhões, da Cooperativa Paulista de Teatro |
| 1996 | U Fabuliô                                              | Hugo Possolo                                       | Ator, Direção Dramaturgia, Cenário e Figurino               | Jornada Sesc                                    | Parlapatões, Patifes & Paspalhões, da Cooperativa Paulista de Teatro |
| 1995 | Zèroi                                                  | Hugo Possolo                                       | Ator, Cenografia, Dramaturgia e Direção                     | Parque da Independência                         | Parlapatões, Patifes & Paspalhões, da Cooperativa Paulista de Teatro |
| 1993 | Sardanapalo                                            | Hugo Possolo                                       | Ator, Direção e Dramaturgia                                 | TBC                                             | Parlapatões, Patifes & Paspalhões, da Cooperativa Paulista de Teatro |
| 1992 | Parlapatões, Patifes & Paspalhões                      | Hugo Possolo                                       | Ator e Dramaturgia                                          | Teatro Novo                                     | Parlapatões, Patifes & Paspalhões, da Cooperativa Paulista de Teatro |
| 1991 | Bem de Baixo do Seu Nariz                              | Alexandre Roit                                     | Ator e Dramaturgia                                          | Parques e Praças                                | Parlapatões, Patifes & Paspalhões, da Cooperativa Paulista de Teatro |
| 1991 | Nada de Novo                                           | Hugo Possolo                                       | Ator, Direção Cenografia, Figurino e Dramaturgia            | Espaço Parlapatões                              | Agentemesmo Produções Artísticas                                     |
| 1989 | Ufa! Que Perigo                                        | Augusto Francisco                                  | Ator, Cenografia e Figurino                                 | Espaço Parlapatões                              | Agentemesmo Produções Artísticas                                     |
| 1988 | A História de Tião Bolero                              | Hugo Possolo                                       | Ator, Direção Cenografia, Figurino e Dramaturgia            | São Paulo                                       | Secretaria Municipal de Cultura de São Paulo                         |
| 1988 | Medo de Careta                                         | Magali Géara                                       | Ator, Cenografia e Figurino                                 | São Paulo                                       | Agentemesmo Produções Artísticas                                     |
| 1986 | Circo Escola Picadeiro                                 | José Wilson Moura Leite                            | Ator                                                        | São Paulo                                       | Agentemesmo Produções Artísticas                                     |
| 1984 | Quando Tenho Razão Não É Culpa Minha                   | Carmo Murano e Hugo Possolo                        | Ator e Dramaturgia                                          | São Paulo                                       | Agentemesmo Produções Artísticas                                     |

## Audiovisual
| Ano  | Trabalho                                                       | Como                                  | Natureza                 | Realização                                            | Direção e Roteiro                                                         |
| ---- | -------------------------------------------------------------- | ------------------------------------- | ------------------------ | ----------------------------------------------------- | ------------------------------------------------------------------------- |
| 2023 | As Aventuras de José & Durval (T1E3 - As Dores do Crescimento) | Personagem Saracura                   | Episódio de Série        | Globoplay e O2 Filmes                                 | Hugo Prata, Duda de Almeida, Rafael Lessa, Dan Rossetto                   |
| 2021 | Bob Cuspe: Nós Não Gostamos de Gente                           | Narrador                              | Animação                 | Canal Brasil, Coala Filmes e Cup Filmes               | Cesar Cabral e Leandro Maciel                                             |
| 2021 | Rensga Hits!                                                   | Preparador de Elenco                  | Série                    | Globoplay e Glaz Entretenimento                       | Leandro Neri, Carol Durão, Carolina Alckmin e Denis Nielsen               |
| 2017 | A Comédia Divina                                               | Personagem Crente Argentino           | Filme                    | Globo Filmes, Aurora Filmes e Olhar Imaginário        | Toni Venturi                                                              |
| 2017 | Angeli 'The Killer'                                            | Personagem Skrotinhos (voz)           | Animação                 | Coala Filmes                                          | Cesar Cabral                                                              |
| 2017 | Cine Holliúdy                                                  | Preparador de Elenco                  | Série                    | TV Globo e Globoplay                                  | Halder Gomes                                                              |
| 2016 | Minha Mãe É uma Peça 2                                         | Personagem Motorista do Táxi Paulista | Filme                    | Globo Filmes, Universal Pictures e Paramount Pictures | César Rodrigues e Paulo Gustavo                                           |
| 2016 | Vade Retro                                                     | Preparador de Elenco                  | Série                    | Globoplay e O2 Filmes                                 | André Felipe Binder, Rodrigo Meirelles, Fernanda Young eAlexandre Machado |
| 2014 | Lascados                                                       | Personagem Policial                   | Filme                    | Santa Rita Filmes                                     | Vitor Mafra, Emílio Boechat e Marília Toledo                              |
| 2014 | Tudo pela Audiência                                            | Diretor Artístico                     | Programa de Auditório    | TV Globo e Multishow                                  | Hugo Possolo e Rosana Hermann                                             |
| 2012 | Paulicéia Mário de Andrade                                     | Personagem Macunaíma (voz)            | Animação /Curta-metragem | NUPA                                                  | Ceu D'Elia e João Spacca                                                  |
| 2011 | Tapas & Beijos (T1E09 - Morreu?)                               | Personagem Félix                      | Episódio de Série        | TV Globo                                              | Nilton Braga, Cláudio Lisboa, Cláudio Paiva                               |
| 2010 | S.O.S. Emergência                                              | Personagem Brenon                     | Série                    | TV Globo                                              | Mauro Mendonça Filho, Daniel Adjafre e Marcius Melhem                     |
| 2002 | Desmundo                                                       | Personagens Pedro e Marinheiro        | Filme                    | Columbia Pictures                                     | Alain Fresnot, Ana Miranda, Sabina Anzuategui e Anna Muylaert             |
| 1998 | Alô?!                                                          | Personagem Policial Subalterno        | Filme                    | Riofilme                                              | Mara Mourão                                                               |

## Prêmios e Indicações
| Ano  | Premiação                                         | Instituição                                                              | Categoria                                             | Trabalho                                                       | Resultado |
| ---- | ------------------------------------------------- | ------------------------------------------------------------------------ | ----------------------------------------------------- | -------------------------------------------------------------- | --------- |
| 2017 | Prêmio Cidadão SP                                 | Catraca Livre                                                            | Trabalho Cultural, junto a Raul Barretto              | Recuperação Cultural e Urbanística da Praça Franklin Roosevelt | Venceu    |
| 2017 | Prêmio Shell                                      | Shell                                                                    | Inovação                                              | SP Escola de Teatro                                            | Venceu    |
| 2014 | Prêmio Fundação Bunge em Artes Circenses          | Fundação Bunge                                                           | Vida e Obra                                           | Trabalho a frente do grupo teatral Parlapatões                 | Venceu    |
| 2010 | Prêmio Coca-Cola FEMSA de Teatro Infantil e Jovem | Coca-Cola FEMSA                                                          | Melhor Diretor                                        | Parapapá! Circo Musical com Parlapatões                        | Indicado  |
| 2010 | Prêmio Coca-Cola FEMSA de Teatro Infantil e Jovem | Coca-Cola FEMSA                                                          | Melhor Espetáculo                                     | Parapapá! Circo Musical com Parlapatões                        | Indicado  |
| 2010 | Prêmio Coca-Cola FEMSA de Teatro Infantil e Jovem | Coca-Cola FEMSA                                                          | Melhor Produção                                       | Parapapá! Circo Musical com Parlapatões                        | Indicado  |
| 2010 | Prêmio Coca-Cola FEMSA de Teatro Infantil e Jovem | Coca-Cola FEMSA                                                          | Trilha Sonora                                         | Parapapá! Circo Musical com Parlapatões                        | Indicado  |
| 2005 | Prêmio Shell                                      | Shell                                                                    | Melhor Ator                                           | Prego na Testa                                                 | Indicado  |
| 2004 | Prêmio Shell                                      | Shell                                                                    | Melhor Figurino                                       | As Nuvens e/ou Um Deus Chamado Dinheiro                        | Indicado  |
| 2001 | Prêmio Estímulo                                   | Funarte                                                                  | Espetáculo                                            | Pantagruel                                                     | Venceu    |
| 2000 | Prêmio APCA                                       | Associação Paulista de Críticos de Arte                                  | Grande Prêmio da Crítica para Teatro Infantil         | O Caso da Casa com Cia. Os Hermeneutas                         | Venceu    |
| 2000 | Prêmio APCA                                       | Associação Paulista de Críticos de Arte                                  | Melhor Espetáculo Adaptado de Texto Clássico Infantil | Farsas Quixotescas                                             | Venceu    |
| 1999 | Prêmio Panamco                                    | Panamco                                                                  | Melhor Espetáculo                                     | Farsas Quixotescas                                             | Venceu    |
| 1999 | Prêmio Panamco                                    | Panamco                                                                  | Melhor Autor                                          | Farsas Quixotescas                                             | Venceu    |
| 1999 | Prêmio APCA                                       | Associação Paulista de Críticos de Arte                                  | Melhor Espetáculo                                     | Farsas Quixotescas                                             | Venceu    |
| 1999 | Prêmio Sharp                                      | Sharp                                                                    | Melhor Gravação para Crianças                         | Circo                                                          | Indicado  |
| 1998 | Prêmio Estímulo                                   | Funarte                                                                  | Espetáculo                                            | Não Escrevi Isto                                               | Venceu    |
| 1998 | Prêmio Mambembe                                   | Prêmio Mambembe                                                          | Melhor Direção                                        | Não Escrevi Isto                                               | Venceu    |
| 1998 | Prêmio Shell                                      | Shell                                                                    | Melhor Cenografia                                     | Não Escrevi Isto                                               | Venceu    |
| 1998 | Prêmio APCA                                       | Associação Paulista de Críticos de Arte                                  | Grande Prêmio da Crítica em Teatro Infantil           | Vamos Comer o Piolim                                           | Venceu    |
| 1998 | Prêmio APETESP                                    | Associação dos Produtores de Espetáculos Teatrais do Estado de São Paulo | Melhor Direção                                        | Ppp@WllmShkspr.br                                              | Venceu    |
| 1998 | Prêmio APETESP                                    | Associação dos Produtores de Espetáculos Teatrais do Estado de São Paulo | Melhor Ator                                           | Ppp@WllmShkspr.br                                              | Indicado  |
| 1998 | Prêmio APETESP                                    | Associação dos Produtores de Espetáculos Teatrais do Estado de São Paulo | Melhor Espetáculo                                     | Ppp@WllmShkspr.br                                              | Indicado  |
| 1998 | Prêmio Estímulo                                   | Funarte                                                                  | Espetáculo                                            | Dudu, O Palhaço Negro                                          | Venceu    |
| 1998 | Prêmio Coca-Cola FEMSA                            | Coca-Cola FEMSA                                                          | Melhor Cenografia                                     | De Cá Pra Lá, De Lá Pra Cá                                     | Indicado  |
| 1998 | Prêmio Coca-Cola FEMSA                            | Coca-Cola FEMSA                                                          | Especial da Crítica                                   | De Cá Pra Lá, De Lá Pra Cá                                     | Indicado  |
| 1997 | Prêmio Mambembe                                   | Prêmio Mambembe                                                          | Espetáculo                                            | Vamos Comer o Piolim                                           | Indicado  |
| 1997 | Prêmio APCA                                       | Associação Paulista de Críticos de Arte                                  | Grande Prêmio da Crítica em Teatro Infantil           | Vamos Comer o Piolim                                           | Venceu    |
| 1995 | Prêmio Estímulo                                   | Funarte                                                                  | Espetáculo                                            | Zèroi                                                          | Indicado  |
| 1993 | Prêmio Jornada Sesc                               | Sesc                                                                     | Melhor Espetáculo                                     | Sardanapalo                                                    | Venceu    |
| 1988 | Prêmio Teatro da Juventude de Dramaturgia         | Ministério da Cultura                                                    | Espetáculo                                            | A História de Tião Bolero                                      | Venceu    |